# Tarache lucasi
Tarache lucasi is een vlinder uit de familie van de uilen (Noctuidae). De wetenschappelijke naam van deze soort is voor het eerst voorgesteld als Acontia lucasi door John Bernhardt Smith in een publicatie uit 1900.
De soort komt voor in het zuidwesten van de Verenigde Staten.